# Cristiane Rozeira
Cristiane Rozeira de Souza Silva (Osasco, 15 de maio de 1985) é uma futebolista brasileira que atua como atacante. Atualmente, joga pelo Flamengo.
A jogadora destacou-se durante os Jogos Olímpicos de Londres 2012, quando se tornou a maior artilheira do futebol feminino na história da competição. Nos Jogos Olímpicos de Verão de 2016, no Rio de Janeiro, tornou-se a maior artilheira do futebol em Jogos Olímpicos, independente de gênero, com a marca de 14 gols.

## Biografia

### Primeiros anos
Cristiane nasceu em Osasco, município localizado na Região Metropolitana de São Paulo, no ano de 1985.
De acordo com reportagem do UOL, desde criança Cristiane já interessava-se pelo futebol e jogava bola na rua. Sua mãe insistia em matriculá-la em aulas de ginástica e balé, porém, Cristiane tinha maior aptidão e vontade de praticar o futebol.

### Juventus
Aos catorze anos realizou testes para jogar no Juventus, tradicional time da Mooca e da cidade de São Paulo.
Seu primeiro contrato foi firmado com a equipe paulistana e aos quinze anos foi convocada pela Seleção Brasileira de Futebol.

### Turbine Potsdam
Após a passagem pelo clube paulistano, mudou-se para o Turbine Potsdam, clube de futebol feminino alemão fundado em 1971.
Cristiane tornou-se a primeira brasileira a jogar na Bundesliga, liga de futebol alemã. Pela equipe alemã, venceu a principal liga alemã na temporada 2005-06.
No âmbito continental, venceu a Liga dos Campeões de Futebol Feminino da UEFA, principal campeonato de clubes europeu, na temporada 2004-05.

### Wolfsburg
Em 2007, foi anunciada como contratação do Wolfsburg. Pela equipe, concorreu ao prêmio de melhor jogadora do mundo pela FIFA no ano de 2007, ficando em terceiro lugar, atrás da brasileira vencedora Marta e da alemã Birgit Prinz.

### Linköping FC
Em fevereiro de 2008, mudou-se para o Linköping FC, clube da Suécia, onde teve uma rápida passagem.

### Corinthians
Em agosto de 2008, retornou ao Brasil, para jogar no Corinthians com contrato até novembro do mesmo ano.
No mesmo ano, foi indicada pela segunda vez ao prêmio de melhor jogadora do mundo. Na ocasião, novamente, alcançou o terceiro o lugar, após Marta e Birgit.

### Chicago Red Stars
No início de 2009, deixou o Corinthians, para o futebol estadunidense para defender o Chicago Red Stars.

### Santos
Após o fim da temporada 2009, da Liga de futebol feminino dos Estados Unidos, foi contratada pelo Santos, pelo qual foi campeã da primeira e da segunda Copa Libertadores da América de Futebol Feminino. Cristiane ajudou o clube a vencer as duas competições e marcou um gol na final da Copa do Brasil.

### Retorno ao Chicago Red Stars
Em janeiro de 2010, a gerente do departamento de futebol do Chicago Red Stars, Marcia McDermott, anunciou o retorno de Cristiane para a equipe estadunidense. Na ocasião, Cristiane afirmou ter tido "várias opções de clube" mas que escolheu a equipe de Chicago, "por ser um grande time e se sentir em casa".

### Segunda passagem pelo Santos
Após sete meses no Chicago, optou por retornar a equipe da baixada santista. A apresentação foi feita na sala de imprensa da Vila Belmiro e o contrato tinha um prazo de quatro meses.

### WFC Rossiyanka
Em setembro de 2011, Cristiane juntou-se ao WFC Rossiyanka, clube feminino da Rússia.

### São José
Um ano depois a temporada russa, retornou para o Brasil, para jogar no São José, clube de São José dos Campos. A atleta teve um passagem extremamente breve pela equipe em 2007.

### Icheon Daekyo
No início de 2013, foi anunciado que Cristiane se juntaria ao Icheon Daekyo na WK-League da Coreia do Sul.

### Centro Olímpico
Em 2013, deixou o clube sul-coreano e depois, para se juntar ao Centro Olímpico no Brasil.

### Paris Saint-Germain
Em agosto de 2015, Cristiane e a compatriota Érika fizeram uma dupla transferência para o Paris Saint-Germain. O técnico do clube parisiense, Farid Benstiti, já conhecia Cristiane, tendo sido seu treinador no Rossiyanka da Rússia.

### Changchun Dazhong Zhuoyue
Em fevereiro de 2017, Cristiane se juntou ao Changchun Dazhong Zhuoyue da China, em uma transferência do PSG e se tornou a jogadora mais bem paga do mundo.

### São Paulo
No dia 14 janeiro de 2019, Cristiane voltou a atuar no Brasil e anunciou acerto com o São Paulo, sendo também a primeira a reforçar a equipe feminina do tricolor paulista. Na passagem pelo tricolor paulista, venceu a Serie A2 do Campeonato Brasileiro, garantindo o acesso do São Paulo na principal liga nacional no ano seguinte.

### Terceira passagem pelo Santos
Em 2020, acertou seu retorno ao Santos, marcando sua terceira passagem pelo clube. No ano da volta, venceu a Copa Paulista de 2020.

### Flamengo
Em 14 de janeiro de 2024, foi anunciada como reforço do Flamengo para a temporada de 2024. No mesmo dia, esteve no Ninho do Urubu — centro de treinamento do clube — e conheceu as dependências do CT e as novas companheiras.
Estreou contra o Fluminense no dia 03 de fevereiro, pela Copa Rio, fazendo uma atuação de gala e anotando o último gol do Flamengo na vitória por 3-0.

## Seleção Brasileira
A história de Cristiane com a Seleção Brasileira de Futebol é longa. Sua primeira convocação aconteceu aos quinze anos de idade, em 2001.
No ano de 2004, integrou a delegação brasileira nos Jogos Olímpicos de Verão de 2004, realizado em Atenas, na Grécia. Na competição o Brasil ficou com a medalha de prata, após uma derrota por 2 a 1 contra a seleção dos Estados Unidos. Ao longo do campeonato olímpico, Cristiane marcou cinco gols e dividiu a artilharia da competição com a alemã Birgit Prinz.
Em 2007, foi convocada para a Copa do Mundo de Futebol Feminino, realizado na China.  Após eliminar a seleção dos Estados Unidos na semifinal em vitória avassaladora por 4 a 0, o selecionado brasileiro foi para a final com a seleção alemã de futebol. Na final, a seleção brasileira perdeu para as alemãs por 2 a 0, ficando com o vice-campeonato. No mesmo ano, foi convocada para os Jogos Pan-Americanos de 2007, realizados no Rio de Janeiro. Na final, a seleção brasileira superou as estadunidense em uma goleada por 5 a 0, garantindo a medalha de ouro. No jogo, Cristiane anotou dois gols.
Aos vinte e três anos, foi convocada para defender o Brasil, nos Jogos Olímpicos de Verão de 2008, realizados em Pequim, na China. A seleção brasileira foi a final com os Estados Unidos, sendo derrotada por 1 a 0, com um gol na prorrogação feito pela meio-campista Carli Lloyd. Na competição, marcou cinco gols, tornando-se artilheira da competição.
Em 2011, foi convocada para sua segunda Copa do Mundo, realizada desta vez, na Alemanha. A seleção, foi eliminada nos pênaltis, nas quartas de final, pelos Estados Unidos, após um empate por 2 a 2 no tempo normal.
No ano seguinte, novamente, defendeu as cores do Brasil, ao integrar a delegação nos Jogos Olímpicos de Verão de 2012, realizados em Londres na Inglaterra. A equipe foi eliminada pelo Japão, nas quartas de final, após derrota por 2 a 0.
Em 2015, foi convocada para uma nova edição de Copa do Mundo. Disputada no Canadá, Cristiane foi a única atacante convocada pelo técnico brasileiro Vadão. Na competição, a seleção passou pela fase de grupos em primeiro lugar. Porém, foi eliminada pela Austrália, nas oitavas de final em derrota por 1 a 0, com gol da atacante Kyah Simon. No mesmo ano, também no Canadá, disputou os Jogos Pan-Americanos de 2015, realizado em Toronto. O Brasil ficou com a medalha de ouro, após aplicar uma vitória de 4 a 0 na seleção colombiana de futebol, vencendo o campeoanto com 100% de aproveitamento.
O ano de 2016, marcou os Jogos Olímpicos sediados no Rio de Janeiro, no Brasil. O selecionado brasileiro, avançou até a semifinal, sendo eliminado nos pênaltis pela Suécia, após um empate de zero a zero, na disputa de pênaltis, no Maracanã. Na disputa pelo bronze, contra o Canadá, a seleção perdeu por 2 a 1, ficando sem a medalha. Por ter feito dois gols, na competição, Cristiane totalizou doze gols, tornando-se a maior artilheira da história dos Jogos Olímpicos.
Após a derrota no Rio, Cristiane encaminhou-se para sua quarta Copa do Mundo de Futebol Feminino de 2019, na França. Em detrimento da lista anterior de 2015, Vadão, selecionou oito atacantes, contando com Cristiane. O Brasil foi eliminado nas oitavas de final, na prorrogação, após derrota pro 2 a 1 para a equipe francesa. Apesar da eliminação, Cristiane teve um ganho individual. Em votação popular organizada pela Federação Internacional de Futebol (FIFA), o gol feito por Cristiane concorreu com outros nove gols como mais bonito do campeonato. O gol que Cristiane aplicou contra a seleção da Austrália, na fase de grupo, foi escolhido como mais bonito no voto popular.
Sob a gestão da treinadora sueca Pia Sundhage, as participações de Cristiane foram minguando na seleção. Nos Jogos Olímpicos de Verão de 2020, realizados em Tóquio, no Japão em 2021 - devido ao impacto da Pandemia de COVID-19, Cristiane não foi selecionada pela treinadora. Em entrevista ao site Dibradoras, Pia alegou que um dos motivos da ausência era a falta de 'intensidade' demostrada pela atleta no campeonato brasileiro. Para a Copa do Mundo de Futebol Feminino de 2023, realizada entre Austrália e Nova Zelândia, novamente, a atleta não foi convocado por Pia.
Com a saída de Pia do comando da seleção, após a eliminação da Copa do Mundo na fase de grupos, Cristiane voltou a ser convocada para seleção, agora sob comando do técnico Arthur Elias.

## Comentarista
Em 4 de julho de 2021, foi contratada pelo Grupo Globo para ser comentarista esportiva, estreando no futebol feminino olímpico, em 21 de julho.

## Vida pessoal
Em agosto de 2020, casou-se com a advogada Ana Paula Garcia. A partir de um óvulo de Cristiane, Ana gestou o filho do casal, Bento nascido em maio de 2021. Cristiane identifica-se como lésbica.

## Títulos
Santos
- Copa Libertadores da América: 2009, 2010
- Copa do Brasil: 2009
- Campeonato Paulista: 2011
- Copa Paulista: 2020

Turbine Potsdam
- Liga dos Campeões da UEFA: 2004–05[100]
- Campeonato Alemão: 2005–06

São Paulo
- Campeonato Brasileiro - Série A2: 2019

Seleção Brasileira
- Jogos Pan-Americanos: medalha de ouro (Rio 2007), (Toronto 2015)
- Copa América Feminina: 2010, 2014, 2018

### Campanhas em destaque
Seleção Brasileira
- Jogos Olímpicos: medalha de prata (Atenas 2004, Pequim 2008)
- Copa do Mundo FIFA de Futebol Feminino: 2007 (2° lugar)

### Prêmios individuais
- Terceira Melhor Jogadora do Mundo da FIFA: 2007 e 2008
- Bola de Bronze da Copa do Mundo FIFA de Futebol Feminino de 2007
- Equipe ideal do Campeonato Francês de 2016–17
- Gol do Torneio da Copa do Mundo FIFA de Futebol Feminino de 2019
- Equipe feminina ideal CONMEBOL da década 2011–2020 pela IFFHS[101]
- Bola de Prata - Chuteira de  Ouro: 2022
- Seleção do Campeonato Paulista de 2022
- Melhor Jogadora do Campeonato Paulista de 2022
- Craque da Galera do Campeonato Paulista de 2022

### Artilharias
- Copa América Feminina de 2006 (12 gols)
- Copa Libertadores da América de 2009 (15 gols)
- Copa Libertadores da América de 2012 (8 gols)
- Jogos Olímpicos de 2004 (5 gols)
- Jogos Olímpicos de 2008 (5 gols)
- Copa América Feminina de 2014 (6 gols)
- Campeonato Paulista de 2022 (19 gols)
- Campeonato Brasileiro de 2022 (13 gols)
- Copa Rio de 2024 (5 gols)
- Maior artilheira do futebol feminino na história dos Jogos Olímpicos (14 gols)